# The Anthology of Swiss Legal Culture
Die Anthology of Swiss Legal Culture ist eine Sammlung klassischer und zeitgenössischer Texte mit Beiträgen zum schweizerischen Recht und zu den transkulturellen Einflüssen in verschiedenen Rechtsgebieten. Sie ist ein «online work in progress» in englischer Sprache. Die Plattform bietet den Herausgebern die Möglichkeit, die Einführungstexte zu aktualisieren, zu vertiefen und zu erweitern sowie weitere Rechtsgebiete zu erschließen.

## Zweck und Ziele der Anthologie
Die «Anthology of Swiss Legal Culture» vereint eine Sammlung von wegweisenden Texten, die entweder in der Originalsprache oder in einer englischen Übersetzung verfügbar sind. Eine Einführung situiert die einzelnen Texte, ergänzt durch eine Biographie des Autors. Der Zweck des Projekts besteht darin, diese Texte einer breiteren Gemeinschaft von Rechtswissenschaftlern und anderen Wissenschaftlern sowie praktizierenden Anwälten online zur Verfügung zu stellen. Schweizer Recht wird hauptsächlich in deutscher, französischer und italienischer Sprache gepflegt, weshalb ein Großteil davon der weiten Welt verschlossen bleibt. Unzählige Interessierte haben deshalb weder Zugang zur reichen Rechtstradition der föderalistischen Schweiz mit ihren fest in die kontinentaleuropäische Tradition eingebetteten Rechtsinstitutionen, noch zu ihren prägenden Institutionen, die auf einer direkt-demokratischen, durch das Gemeinwohl und den Gemeinsinn mit dezentraler Selbstbehauptung bestimmten Tradition beruhen. Die Sammlung erleichtert all jenen, die sich für die Schweiz interessieren, den Zugang zu deren Rechtskultur und zu den Besonderheiten der Rechtstraditionen über die Gesetze und die Rechtsprechung hinaus. Sie ist daher insbesondere auch für Historiker und Politikwissenschaftler von Interesse.
Die Anthologie bietet vielfachen Einblick in Beiträge von Schweizer Autoren zu verschiedenen Aspekten der allgemeinen Rechtsentwicklung in der Zeit bis zum Zweiten Weltkrieg. Die Schweiz und insbesondere Genf spielten eine nicht unwesentliche Rolle in der Entwicklung des allgemeinen Völkerrechts. Verfassungsrechtlich orientierte sich das Land, mitten im Herzen Europas gelegen, als erste mehrsprachige Föderation und Demokratie weitgehend an der Verfassung der USA. Den internationalen Beziehungen und Einflüssen stark ausgesetzt, übernahm sie eine aktive Rolle in den Anfängen der Republik und diente als Modell für eine Europäische Integration. Gleichzeitig war die Schweiz mit fremden Rechtskulturen konfrontiert, insbesondere mit deutschen, französischen und italienischen, die auf gemeinsamen Grundsätzen des römischen Rechts beruhten und das schweizerische Recht und die Rechtskultur stark beeinflussten. Seit dem Ende des Zweiten Weltkriegs nahm der Einfluss ausländischen Rechts zu. Die Sammlung befasst sich daher im Prozess der Europäisierung und Globalisierung insbesondere auch mit der Rezeption von Entwicklungen und Trends ausländischen Ursprungs, speziell des europäischen und amerikanischen Rechts.

## Grundstruktur der Anthologie
Die Anthologie ist so aufgebaut, dass Wissenschaftler, Studierende und Praktiker leicht zu den relevanten Originaltexten im «Portable Document Format» (PDF) gelangen. Einführungstexte, Hintergrundinformationen und Zusammenfassungen der Texte in englischer Sprache, ergänzt mit den bibliographischen Angaben zu den Autoren, erleichtern den Zugang und das Verständnis zu den einzelnen Beiträgen.

## Initiatoren des Projekts und Partnerschaftskooperation
Die Initiatoren, Thomas Cottier und Jens Drolshammer haben 2008 das Projekt «The Anthology of Swiss Legal Culture» ins Leben gerufen und im Oktober 2015 den Verein «LEGALANTHOLOGY.CH» gegründet, zusammen mit einer Gruppe von Kollegen, die z. T. seit Anbeginn in das Projekt involviert waren:
- Urs Gasser, Berkman Klein Center for Internet & Society, Harvard University;
- Peter Nobel, Rechtsanwalt, Universität St. Gallen und Universität Zürich;
- Pascal Pichonnaz, Rechtsanwalt, Université de Fribourg;
- Paul Richli, a. Rektor der Universität Luzern, Präsident des Vereins LEGALANTHOLOGY.CH und Vorsitzender des Herausgebergremiums;
- Andreas Thier, Universität Zürich;
- Daniel Thürer,  Universität Zürich;
- Nedim Peter Vogt,  Rechtsanwalt;
- Franz Werro, Université de Fribourg und Georgetown University;
- Werner Stocker, verlegerischer Berater und Quästor.

Das Berkman Klein Center for Internet & Society der Harvard University hat mit Unterstützung der Harvard Law School Library eine webbasierte Plattform H2O entwickelt, mit dem Ziel, den Nutzern Texte und Kursmaterialien zur Verfügung zu stellen, die bearbeitet, neu strukturiert und organisiert sowie geteilt werden können. Einige Cluster der Anthologie sind Teil der H2O-Plattform.

## Der Verein «LEGALANTHOLOGY.CH»
Der Verein ist eine Non-Profit-Organisation (wissenschaftliches Forschungs- und Kommunikationsprojekt) mit Sitz in Zürich. Zweck des Vereins ist die Erforschung und Darstellung der globalen Verbreitung und kontinuierlichen Internationalisierung der schweizerischen Rechtskultur, insbesondere im 19., 20. und 21. Jahrhundert.
Der Verein will im In- und Ausland durch eine neue englischsprachige Schriftenreihe und durch neue Publikations- und Kommunikationsformen sowie durch seine online open source collection das Interesse für die Wirkungsweise und die Auswirkungen der Internationalisierung und Globalisierung des schweizerischen Rechts und der schweizerischen Rechtskultur fördern. Auch soll aufgezeigt werden, wie das schweizerische Recht, das schweizerische Rechtsgeschehen und die schweizerische Rechtskultur diesen seit langem bestehenden Herausforderungen im internationalen Kontext begegnet.

## Vereinsvorstand und Herausgebergremium
Die folgenden Personen sind Mitglieder des Vereinsvorstands bzw. des Herausgebergremiums:
Vereinsvorstand
- Thomas Cottier, Fürsprecher, Senior research fellow, World Trade Institute, Universität Bern, a.o. Professor, University of Ottawa;
- Susanne Leuzinger, ehem. Richterin am Schweizerischen Bundesgericht;
- Pascal Pichonnaz, Rechtsanwalt, Université de Fribourg;
- Andreas Thier, Universität Zürich, Präsident des Vereins LEGALANTHOLOGY.CH;
- Werner Stocker, verlegerischer Berater und Quästor.

Das Herausgebergremium bilden dabei Thomas Cottier, Susanne Leuzinger, Pascal Pichonnaz und Andreas Thier.

## Aktuelle Cluster und deren bearbeitende Autoren
- Swiss Law and Legal Culture and the Process of Internationalization before and after World War II (Public International Law), Thomas Cottier, Isabel Koelliker, Jack Williams
- Swiss Law and Legal Culture and the Process of Globalization – From World War II to the Present (Globalization), Jens Droshammer
- Swiss Law and Legal Culture and the Process of Americanization before and after World War II (Americanization), Jens Droshammer (Publikation erschienen im Verlag Stämpfli AG, Bern, 2016)[4][5]
- Swiss Law and Legal Culture and the Process of Europeanization before and after World War II (Europeanization), Jens Droshammer
- «Wirtschaftsrecht» in Switzerland (Swiss Economic Law), Peter Nobel
- Information Law in Swiss Legal Culture (Information Law), Rolf H. Weber (Publikation erschienen im Verlag Stämpfli AG, Bern 2017)[6]
- Legal Philosophy and General Jurisprudence (Philosophy of Law), Michael Walter Hebeisen
- International Intellectual Property Law, Thomas Cottier
- The Swiss Federal Supreme Court and Constitutional Law in an International Context (The Swiss Federal Supreme Court), Susanne Leuzinger, ehem. Bundesrichterin (als deutschsprachige Publikation „Das Schweizerische Bundesgericht im internationalen Kontext“ erschienen im Verlag Stämpfli AG, Bern, 2022)

## Geplante Cluster
Sports Law – International Criminal Law and Judicial Assistance – Family Law – International Arbitration – The Internationalization of the Swiss Legal Professions – The Swiss Federal Tribunal in the World – International Aspects of Swiss Contract Law and Historical Aspects – History of Law (Aspects) – Public Law – Intellectual Property Law.

## Print-Ausgaben
Als Print-Ausgaben von «The Anthology of Swiss Legal Culture» sind folgende Cluster erschienen:
- Jens Drolshammer: The Americanization of Swiss Legal Culture. Highlights of Cultural Encounters in an Evolving Transatlantic History of Law. Stämpfli, Bern 2016, ISBN 978-3-7272-3219-0.
- Rolf H Weber: Information Law in Swiss Legal Culture. Stämpfli, Bern 2017, ISBN 978-3-7272-7011-6.
- Susanne Leuzinger: Das Schweizerische Bundesgericht im internationalen Kontext. Stämpfli, Bern 2022, ISBN 978-3-7272-2688-5.